# Flauto solo
Flauto solo ist ein musikalisches Lustspiel in einem Akt des Komponisten Eugen d’Albert nach einem Libretto von Hans von Wolzogen. Die Uraufführung fand am 12. November 1905 am Neuen Deutschen Theater in Prag statt.

## Handlung
Fürst Eberhard sieht im preußischen König Friedrich II. sein großes Vorbild. Darum will er es diesem gleichtun und auch die Kunst fördern. Er beauftragt seinen deutschen Kapellmeister – Musjö Pepusch – den berühmten „Schweinekanon für sechs Fagotte“ zu komponieren.
Fürst Eberhards Sohn, Prinz Ferdinand, schwärmt für Italien und lehnt daher deutsche Musik grundsätzlich ab. Sein italienischer Flötenlehrer, der intrigante Maestro Emanuele, bestärkt ihn dabei.
Als Fürst Eberhard zu einem Manöver weit entfernt seiner Residenz aufbricht, lädt sein Sohn zu einem großen italienischen Fest. Als Höhepunkt dabei soll Signora Peppina die neuesten Kompositionen von Maestro Emanuele vortragen. Pepusch wird ebenfalls verpflichtet, auf diesem Fest aufzutreten. Der Prinz hofft natürlich, dass sich dieser dabei vor dem Italien-begeisterten Publikum blamieren werde.
Die Sängerin Peppina deckt zufällig diesen Plan auf. Sie will Pepusch helfen und singt ihm einige Arien von Maestro Emanuele vor. So kann Pepusch diese mit der Flöte einüben und kontrapunktisch für einen Kanon bearbeiten.
Bevor das Fest seinen Höhepunkt erreicht, kehrt Fürst Eberhard überraschend in die Residenz zurück. Er durchschaut ebenfalls die Intrige seines Sohnes und befiehlt ihm, das „Flauto solo“ selbst vorzutragen. Mühsam kann Prinz Ferdinand die ihm gestellte Aufgabe lösen und kann nun auch dieser vielgeschmähten deutschen Musik etwas abgewinnen. Fürst Eberhard ist stolz, „daß ein Kerl, der das eigene Instrument so meisterlich regiert, wohl auch die Meisterkunst lernen werde, auf der Fürstenflöte richtig zu musizieren.“
Das Fest endet für alle glücklich, als der Fürst zur Vermählung Signora Peppinas mit Musjö Pepusch seinen Segen gibt. Als die Sängerin vortritt, um sich zu bedanken, stellt sich heraus, dass diese nicht aus Italien, sondern aus Tirol stammt. Der Vorhang fällt unter den Worten

„Dös Deutschland – dös Welschland – a jed's hat sei' Art,

und de Kunscht lass’ mer leben, die dö zwoa hat gepaart.“

Die erfolgreiche Prager Uraufführung dirigierte Leo Blech, der dort bereits d'Alberts Oper Tiefland erstmals aufgeführt hatte. Es sangen Erich Hunold (Eberhard), Gottfried Krause (Ferdinand), Robert Leonhardt (Emanuele), Fritz Boos (Pepusch) und Gertrud Förstel (Peppina). 1906 folgen Aufführungen in Stuttgart, Zürich, Straßburg, Riga und Wien (Hofoper unter Franz Schalk), 1922 wurde das Werk in Berlin gespielt (Deutsches Opernhaus unter Rudolf Krasselt).

## Bearbeitungen
Eugen d’Albert spielte 1913 eigenhändig eine Welte-Mignon-Notenrolle mit Motiven aus Flauto solo ein:
- Potpourri aus dem musikalischen Lustspiel Flauto Solo, Rollennummer 2959[3]
  - Übertragung auf CD: Opera Composers / Welte-Mignon Mystery Vol.14. Tacet 178 (Stuttgart 2009).